# Ignaz Joseph Pleyel
Ignaz Joseph Pleyel (18. června 1757 Ruppersthal Dolní Rakousy – 14. listopadu 1831 Paříž) byl francouzský skladatel, dirigent a nástrojař rakouského původu, žák J. Haydna.

## Život

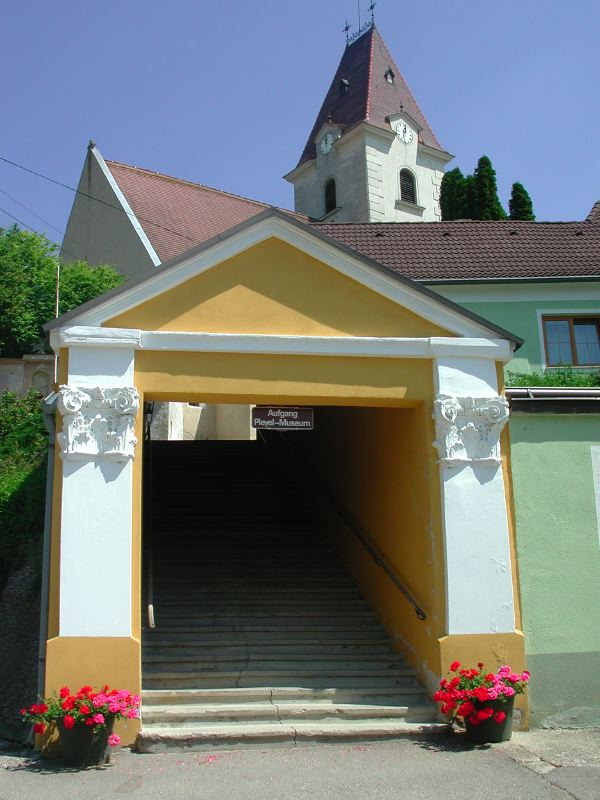
Muzeum Ignaze Pleyela v Ruppersthalu

Narodil se 18. června 1757 v Ruppersthalu v Dolním Rakousku jako syn učitele Martina Pleyela. Byl osmým dítětem z prvního manželství učitele Martina Pleyla a jeho manželky Anny Theresie Pleylové rozené Forsterové; měl devět nevlastních sourozenců z druhého manželství svého otce s Marií Annou Pleyl rozenou Placho, z nichž všichni zemřeli v dětství na záškrt. V mládí patrně studoval u Jana Křtitele Vaňhala v Bratislavě. Na studiích ho finančně podporoval hrabě Erdődy (1746–1786). V roce 1772 se stal žákem Joseph Haydna v Eisenstadtu, stejně jako Ludwig van Beethoven o třináct let později.
Mezi studentskými pracemi z té doby vyniká loutková opera Die Fee Urgele z roku 1776, provedená ve Vídni v Palais Esterházy. Přibližně v té době také zkomponoval přinejmenším část předehry k Haydnově opeře Das abgebrannte Haus. Mezi jeho rané skladby patří také sbírka šesti smyčcových kvartet, op 1.
Po ukončení studia u Haydna se stal kapelníkem u hraběte Erdődyho. Na začátku osmdesátých let odcestoval do Itálie, kde zkomponoval operu Ifigenie na Aulidě na objednávku neapolského krále Ferdinanda I.
V roce 1783 přišel do Štrasburku a působil jako varhaník a asistent českého skladatele Františka Xavera Richtera ve Katedrále Notre-Dame. Katedrála nesmírně uspokojovala Pleyelova přání, neboť disponovala velkým orchestrem, sborem i dostatečně velkým rozpočtem. Poté, co se usadil ve Francii, používal Pleyel francouzskou podobu svého křestního jména, Ignace. V době svého působení ve štrasburské katedrále prožíval nejplodnější období své skladatelské kariéry. V katedrále organizoval koncerty své symfonické, koncertantní i liturgické hudby. Po Richterově smrti v roce 1789 převzal řízení celého orchestru a sboru (maître de chapelle).
V roce 1788 se oženil s Françoise-Gabrielle Lefebvreovou, dcerou štrasburského tkalce koberců. Měli spolu čtyři děti. Nejstarší z nich byl syn Camille. Camillova žena Maria se později stala jednou z nejznámějších klavíristek své doby.
V roce 1791 Velká francouzská revoluce zrušila provádění hudby v kostelích, stejně jako veškeré veřejné koncerty. Pleyel si tak musel hledat jiné zaměstnání. Odcestoval do Londýna, kde řídil veřejné koncerty organizované Wilhelm Cramerem. V této roli byl Pleyel nevědomky konkurentem svého učitele Josepha Haydna, který v té době řídil koncerty organizované Johannem Salomonem. Pobyt v Londýně mu přinesl slušný zisk, takže po návratu do Štrasburku si koupil zámeček Château d'Ittenwiller v blízkosti Saint-Pierre.
Za vlády teroru v letech 1793–1794 se stával život ve Francii nebezpečným pro každého, Pleyela nevyjímaje. Byl sedmkrát vyšetřován Výborem pro všeobecnou bezpečnost. Důvodem k vyšetřování byl jeho cizinecký status, koupě zámku a vazby na štrasburskou katedrálu. Byl označen za royalistického kolaboranta. Z obavy před možným uvězním nebo dokonce popravou, přijal Pleyel francouzské občanství a začal komponovat oslavné ódy na novou republiku:
- La Prise de Toulon pro sóla, sbor a klavír (19. února 1794)
- Hymne de Pleyel chanté au Temple de la Raison pro sbor a klavír (1793 nebo 1794)
- Hymne à l'Être Suprême, kantáta (8. června 1794)
- La Révolution du 10 août pro sóla, sbor a orchestr (10. srpna 1794)

Většina těchto skladeb byla provedena v katedrále, která však v období vlády teroru nesla název Temple de l'Être Suprême (Chrám nejvyššího bytí). Kromě toho komponoval oslavné skladby i pro pařížské publikum.
V roce 1795 se Pleyel přestěhoval do Paříže. V roce 1797 založil hudební vydavatelství "Maison Pleyel", které hned na počátku své existence vydalo např. úplné vydání smyčcových kvartet Josepha Haydna. Vydavatelství existovalo 39 let a bylo v něm vydáváno na 4000 skladeb, včetně prací skladatelů jako byli Adolphe Adam, Luigi Boccherini, Ludwig van Beethoven, Muzio Clementi, Johann Baptist Cramer, Jan Ladislav Dusík, Johann Nepomuk Hummel a Georges Onslow. Jako první vydával od roku 1802 ke studijním účelům kapesní partitury v edici Bibliothèque musicale. Edice byla zahájena čtyřmi Haydnovými symfoniemi.
V roce 1807 založil Pleyel manufakturu na stavbu klavírů "Pleyel et Cie", která se stala záhy velmi úspěšnou. Okolo roku 1815 uvedl na trh klavír malých rozměrů s vertikálně umístěnými strunami, který dostal ve Francii název pianino. Použil k tomu mechaniku vynalezenou anglickým výrobcem klavírů Robertem Wornumem. Výrobky jeho firmy měly takový úspěch, že v roce 1834 zaměstnával 250 dělníků a vyráběl na 1000 klavírů ročně. Firma vyrobila klavíry používané Fryderykem Chopinem, který považoval klavíry Pleyel za "non plus ultra". Později firmu převzal jeho syn a pokračoval v jejím rozvoji. Úspěch firmy mu umožnil další experimenty. V roce 1890 vyrobil dvojitý klavír se dvěma sadami strun, umožňují hru dvěma klavíristům a v roce 1913 vyrobil pro Alberta Schweitzera klavír přizpůsobený tropickým podmínkám a opatřený pedálovou mechanikou jako u varhan. Koncem 19. století vyráběla Pleyelova také první chromatické harfy. Na počátku 20. století také z popudu cembalistky Wandy Landowské zkonstruoval moderní cembalo a zasloužil se tak o oživení tohoto téměř zapomenutého nástroje.
V září 1827 založil hudební salón v rue Cadet č. 9, kde vystupovala kromě jiných umělců také Clara Wieck, pozdější žena Roberta Schumanna. Salon převzal rovněž jeho syn Camille Pleyel a přesídlil s ním do budovy, kterou sám navrhl. Z tohoto hudebního salónu vznikl v roce 1927 největší pařížský koncertní sál „Salle Pleyel“.
V roce 1824 odešel Pleyel do důchodu a uchýlil se na venkov, cca 50 km od Paříže. Zemřel 14. listopadu 1831 na následky bronchitidy. Je pochován na hřbitově Père Lachaise v Paříži.
V září 2009 vytvořil výrobce klavírů Paul McNulty rekonstrukci modelu piana Pleyel z roku 1830, který je nyní ve sbírce Fryderyk Chopin Institute ve Varšavě a byl použit v 1. Mezinárodní klavírní soutěži na dobové nástroje.

## Dílo

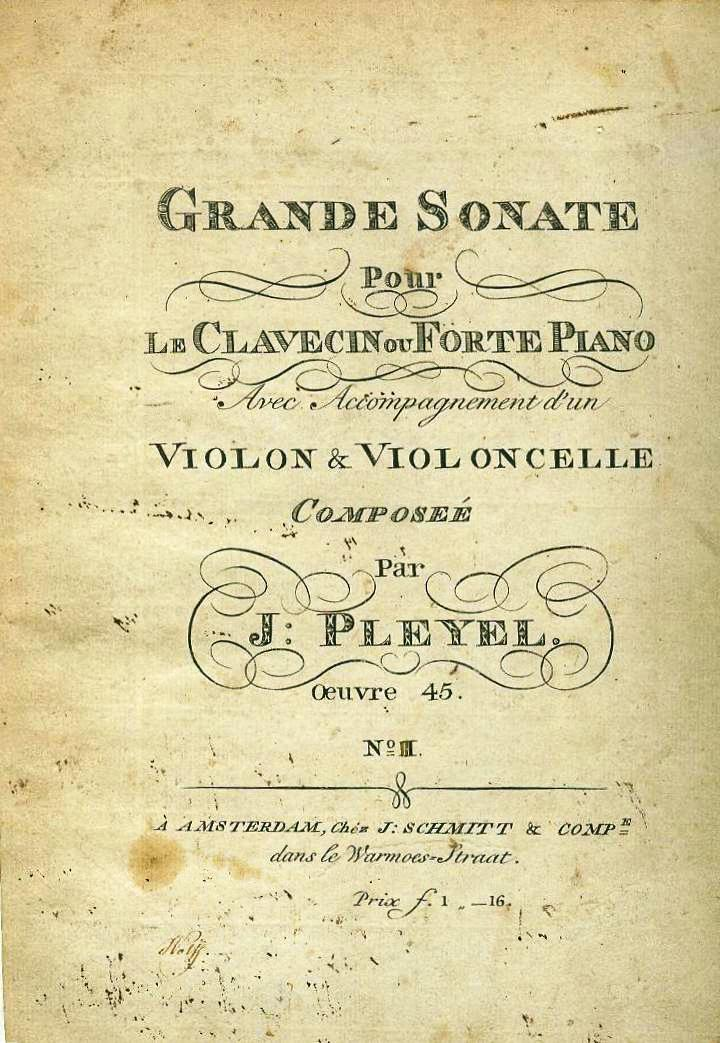
Titulní strana Klavírního tria op. 45.

Pleyel byl plodný skladatel. Zkomponoval 41 symfonií, 6 koncertantních symfonií, Requiem, 70 smyčcových kvartet a několik smyčcových kvintet. Napsal i dvě opery (Fee Urgèle a Ifigenie in Aulide). Komponoval také hudbu k rituálům svobodných zednářů. Většina těchto děl vznikla za jeho pobytu ve Štrasburku. Jakmile však začal podnikat, skladatelskou činnost ukončil. Jeho dílo bylo ve své době velmi populární, ale je dnes téměř zapomenuto. Živá je jeho didaktická literatura, zejména skladby pro housle a flétnu. Společně s českým skladatelem Janem Ladislavem Dusíkem napsal Školu hry na klavír.